# 大眼細皮黑頭魚
大眼細皮黑頭魚為黑頭魚科的其中一種，為深海魚類，分布於東大西洋比斯開灣南部到那米比亞；西大西洋墨西哥灣、加勒比海與巴西外海海域，棲息深度500至2000公尺，體長可達24公分，棲息在中層水域，生活習性不明。

## 扩展阅读
維基物種上的相關：大眼細皮黑頭魚